# Щёткоусы
Щёткоусы, или аргусы (лат. Arge) — род небольших перепончатокрылых из семейства аргиды . В Неарктическом регионе известно 27 видов.

## Описание
Тело длиной от 5 до 13 мм. Третий членик усиков самца дуговидно вогнутый. Лицевой бугорок хорошо выражен. Для некоторых видов характерно партеногенетическое размножение. Имаго питаются на цветках зонтичных, молочайных, реже розоцветных. Личинки развиваются на древесных (берёза, дуб, вяз), кустарниковых (боярышник, шиповник, барбарис, рододендрон) и травянистых растениях (молочай, лабазник (таволга)).

## Систематика
В мировой фауне насчитывается около 400 видов.
- Arge auripennis Konow, 1891
- Arge azhendarovensis Vasilenko, 2010[5]
- Arge beckeri (Tournier, 1889)
- Arge berberidis Schrank, 1802
- Arge caucasica Tournier, 1889
- Arge ciliaris (Linnaeus, 1767)
- Arge cyanocrocea (Foerster, 1771)
- Arge dimidiata (Fallén, 1808)
- Arge enodis (Linnaeus, 1767)
- Arge frivaldszkyi (Tischbein, 1852)
- Arge fuscipennis (Herrich-Schaeffer, 1833)
- Arge fuscipes (Fallén, 1808)
- Arge gracilicornis (Klug, 1812)
- Arge melanochra (Gmelin, 1790)
- Arge metallica (Klug, 1834)
- Arge nigripes (Retzius, 1783)
- Arge ochropus (Gmelin in Linnaeus, 1790)
- Arge pagana (Panzer, 1798)
- Arge pallidinervis Gussakovskij, 1935
- Arge pleuritica (Klug, 1834)
- Arge pullata (Zaddach, 1859)
- Arge rustica (Linnaeus, 1758)
- Arge scita (Mocsáry, 1880)
- Arge shawi Liston, 1992
- Arge simulatrix Konow, 1887
- Arge sorbi Schedl & Pschorn-Walcher, 1984
- Arge similis Vollenhoven, 1860
- Arge stecki Benson, 1939
- Arge tergestina (Kriechbaumer, 1876)
- Arge thoracica (Spinola, 1808)
- Arge ustulata (Linnaeus, 1758)
- другие

## Распространение
Встречаются в Голарктической, Афротропической и Ориентальной биогеографических областях.